# Spodoptera bisignata
Spodoptera bisignata är en fjärilsart som beskrevs av Walker 1865. Spodoptera bisignata ingår i släktet Spodoptera och familjen nattflyn. Inga underarter finns listade i Catalogue of Life.